# 福州天后宮
福州天后宮，又名天妃宮、河口天后宮，是位于中国福州市台江區新港街道媽祖巷的妈祖庙，主祀女神妈祖。

## 歷史
福州天后宮始建於大元約至元十八年（1281年），是宋紹興年間和大明永樂七年兩朝同時敕封的福州水部天妃宮的分爐。大明成化年間重修。大清光緒年間由駐紮在附近的福建水師營總督吳鼎進行擴建，佔地面積約千餘平方米。

## 建築
現本宮總面積達310平方米，主體為框架混凝土結構。山門風格是閩都地區典型傳統的閩都式建築類型，其中天后宮前廣場被填平的「月爿池」，使用不同的顏色鋪料加以標識。

## 交通
- 地鐵
  -   F1线 南公園站
- 巴士
  - 南公園站：8路、77路、97路、101路、173路。